# Matthew Selt
Matthew Selt (Romford, 7 de marzo de 1985) es un jugador de snooker inglés.

## Biografía
Nació en la localidad inglesa de Romford en 1985. Es jugador profesional de snooker desde 2004. Se ha proclamado campeón de un único torneo de ranking, el Abierto de la India de 2019, y fue subcampeón del Masters de Turquía de 2022. No ha logrado, hasta la fecha, hilar ninguna tacada máxima, y la más alta de su carrera está en 144.